# Grimaldi Group

Flagge der Grimaldi Group

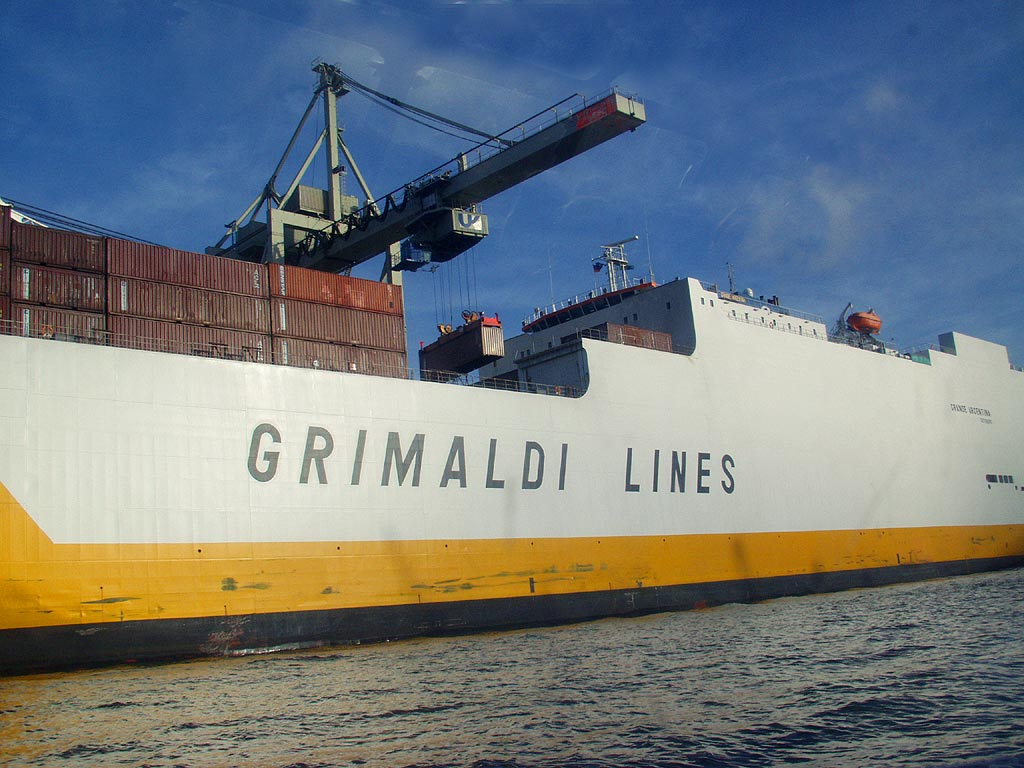
Ein ConRo-Frachter der Grimaldi-Reederei Grimaldi Lines – Grande Argentina – im Hamburger Hafen

Die Grimaldi Group ist eine italienische Reedereigruppe mit Hauptsitz in Neapel. Die heute im Besitz von Guido Grimaldi befindliche Gruppe wurde 1947 gegründet und betreibt hauptsächlich Cargo- und Fährverkehr mit einer Flotte von rund 100 RoRo-Schiffen, ist aber auch an Containerterminals und Logistikunternehmen beteiligt.
Zur Unternehmensgruppe gehören unter anderem folgende Schifffahrtsgesellschaften:
- Grimaldi Lines (Grimaldi Compagnia di Navigazione)
- Atlantica di Navigazione
- Inarme (Industria Armamento Meridionale)
- Minoan Lines
- Atlantic Container Lines
- Finnlines
- Malta Motorways of the Sea
- Trasmed